# Харальд Хаконссон
Харальд Хаконссон «Льстец» (ум. декабрь 1131) — ярл Оркнейских островов (1123—1131), правил вместе со сводным братом Палем Хаконссоном (1123—1136).

## Биография
Харальд был одним из двух сыновей оркнейского ярла Хакона Пальссона. Его матерью была Хельга, наложница Хакона и дочь бонда Моддана из Дали в Кейтнессе.
В 1123 году после смерти своего отца братья Харальд и Паль унаследовали его владения (Оркнейские и Шетландские острова). Братья вскоре поссорились и разделили отцовские владения на две части между собой.
Оркнейский ярл Харальд получил от шотландского короля в ленное владение область Кейтнесс и большую часть времени проживал там. Между тем братья набирали себе сторонников для борьбы за власть. Ярл Харальд убил Торкеля Воспитателя, одного из двух главных соратников своего брата Паля Хаконссона. Тогда ярл Паль стал собирать войско, Харальд тоже стал готовиться к войне. При содействии своих друзей ярлы Харальд и Паль примирились.
В декабре 1131 года ярл Харальд Хаконссон скончался, оставив единственного сына Эрленда. «Сага об оркнейцах» сообщает об обстоятельствах его смерти. Хельга (мать Харальда) и её сестра Фракокк сшили льняной плащ для ярла Паля на праздник йоля. Это плащ был отравлен. Харальд решил его примерить на себя и вскоре скончался.
После смерти Харальда его брат Паль Хаконссон подчинил все Оркнейские острова своей единоличной власти.